# Kokken
Kokken er en dansk kortfilm fra 2002, der er instrueret af Shaky González efter manuskript af ham selv og Lars C. Detlefsen.

## Handling
I aften er der dansekonkurrence på Københavns hotteste salsarestaurant. Henrik, den unge kok, er håbløst forelsket i den fortryllende Elena, men han mangler modet til at danse med hende. Henrik møder en mystisk posedame, der giver ham nogle magiske sko, der får ham til at danse som en drøm. Kan Henrik vinde konkurrencen og Elenas hjerte, og hvad vil der ske med de magiske sko?

## Medvirkende
- Thure Lindhardt - Henrik, kok
- Lili Baron - Elena
- Gordon Kennedy - Tjener
- Ghita Nørby - Posedame
- Tolo Meaquida - Ven
- Mauricio Vega - Julio
- Erik Holmey - Restaurantejer
- Warny Mandrup - Buttet gæst
- Maja Muhlack - Elenas ven
- Jakob Blomkvist - Kok
- Christian Flemming - Kok
- Alberto González - Kok
- Oma Jobe - Tjener
- Susan Jørgensen - Tjener
- Kristian Koch - Tjener
- Kim Leprevost - Tjener
- Janus Mikkelsen - Tjener